# Servitù debitoria

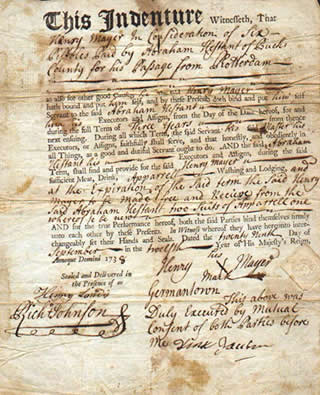
Contratto di servitù firmato nel 1738

Il sistema della servitù debitoria o servitù a contratto (conosciuta anche col termine inglese indentured system) fu una tipologia di contratti di lavoro che caratterizzò le origini dell'emigrazione europea.
Gli indentured servants provenienti volontariamente dalle terre d'Europa Nord occidentale, con le stesse motivazioni di spinta alla migrazione (push factors) e con le stesse aspettative verso i territori di accoglienza (pull factors) che caratterizzarono le migrazioni di quel periodo, erano lavoratori di entrambi i sessi, più o meno qualificati, dotati in patria di insufficienti risorse o privi di mezzi.

## Origine del sistema
Sebbene questo sistema esistesse già nell'antica Roma prima di Cristo, fu riportato in auge nei secoli XVI e XVII per l'acquisizione di lavoratori a contratto per le colonie caraibiche, in quanto permetteva ai migranti europei di affrontare la spesa del viaggio, altrimenti proibitiva, in cambio della loro futura prestazione d'opera.

## Funzionamento del contratto
Il sistema si basava sulla stipula di un contratto tra il lavoratore emigrante e il mercante o il proprietario dell'imbarcazione che lo avrebbe trasportato. Giunti a destinazione il contratto veniva venduto all'asta ai datori di retribuzione che con esso acquistavano il debito contratto dall'emigrato per partire e, quindi, la futura prestazione d'opera necessaria a riscattarlo.
La violazione del contratto da parte del migrante rappresentava un reato a tutti gli effetti.

## Condizioni di lavoro
I lavoratori emigrati per pagare il proprio debito erano tenuti a lavorare per un determinato periodo di tempo (normalmente compreso tra 4 e 7 anni) alle dipendenze di chi acquistava il contratto. Nella maggior parte dei casi il contratto non prevedeva la corresponsione di alcun salario e affidava ai datori di retribuzione la responsabilità per vitto, alloggio, necessità essenziali e apprendistato.
In realtà, però, questi ultimi si curavano della loro condizione (e di quella delle loro famiglie) ancor meno di quanto non facessero con gli schiavi veri e propri, visto che alla scadenza del contratto, se erano sopravvissuti, oltre a perdere ogni diritto su di loro, sarebbero stati obbligati a corrispondere una somma di denaro o altri beni equivalenti al prezzo di un piccolo appezzamento di terra, oppure un piccolo terreno o un altro pagamento in natura. A Barbados, ad esempio, nel XVIII secolo il compenso in natura poteva equivalere a 200 chili di zucchero o di tabacco oppure a 10 sterline in contanti o a 10 acri di terra.

## Servitù debitoria e schiavitù
La servitù debitoria in teoria non equivaleva alla condizione di schiavitù, da cui si differenziava per la natura contrattuale e la preventiva determinazione di un termine per il contratto stesso. Malgrado ciò il sistema di potere creato dal rapporto di servitù debitoria fu molto spesso causa di abusi psicologici, fisici e sessuali nei confronti dei lavoratori immigrati, nonché di abusi legali riguardo al contratto stesso. In certi casi, ad esempio, i lavoratori venivano obbligati a comprare beni di prima necessità in cambio di un'estensione del periodo del contratto, che in questo modo poteva protrarsi indefinitamente. In altri casi la loro sopravvivenza era compromessa dalle pesanti violenze subite, dalle precarie condizioni di vita, dalla mancanza di cibo e di assistenza sanitaria.
Frequentemente i servi non sopravvivevano al contratto stipulato per vari motivi: o perché il clima tropicale, unito al lavoro coatto, rendeva le loro condizioni esistenziali troppo pesanti, oppure perché contraevano malattie tropicali subito dopo lo sbarco, o ancora a causa della malnutrizione. Nel 1661, a Barbados, fu emanata una legge per la regolarizzazione dei servi, grazie anche alle loro numerose rivolte. Tuttavia ciò non impedì ai padroni, come previsto dalla legge, di cedere anche temporaneamente i contratti, di venderli o addirittura di perderli al gioco. In tutte queste circostanze, che non furono rare, il sistema assunse senza alcun dubbio i caratteri di forme di lavoro coatto.